# Aljoša
Aljoša je moško osebno ime.

## Izvor imena
Ime Aljoša je prevzeto iz ruskega jezika. Razlagajo ga kot manjšalnico iz imen Aleksej in Aleksander in sicer iz sestavine Ale- in s sufiksom  -ša.

## Različice imena
- moška različica imena: Aljoša, Aljaž
- ženske različice imena: Aljoša, Aljošica, Aljoška, Aljuša,

## Pogostost imena
Po podatkih Statističnega urada Republike Slovenije je bilo na dan 31. decembra 2007 v Sloveniji število moških oseb z imenom Aljoša: 1.716. Med vsemi moškimi imeni pa je ime Aljoša po pogostosti uporabe uvrščeno na 124 mesto.

## Osebni praznik
Koledarsko je ime Aljoša uvrščeno k imenu Aleksander.